# Carl Esmond
Carl Esmond (n. Karl Simon; n. 14 iunie 1902, Viena, Austro-Ungaria – d. 4 decembrie 2004, Brentwood⁠(d), California, SUA) a fost un actor de film, de televiziune și de teatru austriac.

## Biografie
Esmond a fugit din Germania în urma ajungerii la putere a naziștilor, mai întâi în Marea Britanie și în cele din urmă în ianuarie 1938 în SUA. Esmond a continuat să apară pe scena teatrului, precum și în filme britanice și americane. A apărut în peste 50 de filme și în numeroase emisiuni de televiziune.
În 1958, a jucat rolul lui Jules Verne în filmul De la Pământ la Lună.
Esmond a murit în Brentwood, Los Angeles în 2004, la vârsta de 102 de ani. 

## Filmografie
- The Emperor's Waltz (1933) - Viktor Eggersdorf
- Liebelei (1933) - Oberleutnant Theo Kaiser
- Little Girl, Great Fortune  (1933) - Georg Hellwig
- Inge and the Millions (1933) - Walter Brink
- Blossom Time (1934) - Count Rudi von Hohenberg
- Evensong (1934) - Archduke Theodore
- Love Conquers All (1934) - Willy Schneider
- Invitation to the Waltz (1935) - Carl
- Blood Brothers (1935) - Mirko
- Die Pompadour (1935) - François Boucher
- The Postman from Longjumeau (1936) - Chapelou
- The Empress's Favourite (1936) - Fähnrich Alexander Tomsky
- Fräulein Veronika (1936) - Paul Schmidt
- Der Weg des Herzens (1936) - Fred
- Court Theatre (1936) - Josef Rainer
- Romance (1936) - Graf Eduard Romanel
- The Dawn Patrol (1938) - Hauptmann Von Mueller
- Thunder Afloat (1939) - U-boat Captain
- Little Men (1940) - Professor Bhaer
- Sergeant York (1941) - German Major
- Sundown (1941) - Jan Kuypens
- Pacific Rendezvous (1942) - Andre Leemuth
- Panama Hattie (1942) - Lucas Kefler (nemenționat)
- The Navy Comes Through (1942) - Richerd Kroner
- Seven Sweethearts (1942) - Carl Randall
- Margin for Error (1943) - Baron Max von Alvenstor
- First Comes Courage (1943) - Maj. Paul Dichter
- Address Unknown (1944) - Baron von Freische
- The Story of Dr. Wassell (1944) - Lt. Dirk van Daal
- Resisting Enemy Interrogation (1944) - Major von Behn (nemenționat)
- The Master Race (1944) - Dr. Andrei Krystoff
- Ministry of Fear (1944) - Willi Hilfe
- Experiment Perilous (1944) - Maitland
- Without Love (1945) - Paul Carrell
- Her Highness and the Bellboy (1945) - Baron Zoltan Faludi
- This Love of Ours (1945) - Unchiul Bob
- The Catman of Paris (1946) - Charles Regnier
- Lover Come Back (1946) - Paul Millard
- Smash-Up, the Story of a Woman (1947) - Dr. Lorenz
- Slave Girl (1947) - El Hamid
- Walk a Crooked Mile (1948) - Dr. Ritter von Stolb
- The Desert Hawk (1950) - Kibar
- Mystery Submarine (1950) - Lt. Heldman
- Racket Squad (1951)
- Stars Over Hollywood (1951)
- The World in His Arms (1952) - Prince Semyon
- Gruen Guild Playhouse (1952) - Baron de Sarnac, Chief of Police
- Biff Baker, U.S.A. (1952) - Major Morovik
- Schlitz Playhouse of Stars (1952) - Count Borselli
- Ford Theatre (1953) - Maurice de Szekely
- Love's Awakening (1953) - Michael Rainer
- Regina Amstetten (1954) - Prof. Werner Grüter
- Lola Montès (1955) - Doctor
- Crossroads (1956, serial TV) - Major Zuntz
- Lux Video Theatre (1955–1956, serial TV) - Pierre / Victor Laszlo
- Jane Wyman Presents: The Fireside Theatre (1956)
- Cheyenne (1956) - Col. Picard
- Passport to Danger (1955–1956, serial TV) - Fabian
- The Joseph Cotten Show (1955–1956, serial TV) - Vail
- Soldiers of Fortune (1955–1956, serial TV) - Nicholas Van Loon / Helmut Van Dorn
- Climax! (1957) - Paul Ehrenhardt
- Meet McGraw (1957) - Baron Von Schekt
- From the Earth to the Moon (1958) - ca Jules Verne
- Behind Closed Doors (1959) - Dr. Haas
- General Electric Theater (1959) - Nikolas Bethlan
- Thunder in the Sun (1959) - Andre Dauphin
- 77 Sunset Strip (1959) - Kurt von Paulus
- Five Fingers (1959, serial TV) - Marcuse
- Behind Closed Doors (1959, TV Series) - Dr. Haas[13]
- Alcoa Presents: One Step Beyond (1960) - Emile
- The Deputy (1960) - Duke Dmitri
- Maverick (1961) - Comte deLisle
- Hawaiian Eye (1961) - Von Steuben
- Brushfire (1962) - Martin
- Hitler (1962) - Field Marshal Wilhelm Keitel
- Kiss of Evil (1963) - Anton (versiunea TV americană)
- The Travels of Jaimie McPheeters (1964) - Baron Pyrrhos
- Morituri (1965) - Busch
- Run for Your Life (1965) - Otto Hiltz
- Convoy (1965) - Field Marshal Von Spear
- Agent for H.A.R.M. (1966) - Profesor Jan Stefánik
- The Man from U.N.C.L.E. (1966, serial TV) - Baron Freddy de Chasseur
- Garrison's Gorillas (1967, serial TV) - German General
- Insight (1967, serial TV)
- The Big Valley (1967, serial TV) - Marquis de Laccaise
- To Rome With Love (1970, serial TV) - Kurt
- O'Hara, U.S. Treasury (1972, serial TV) - August Werner
- McMillan & Wife (1972, serial TV) - Zeiss
- The Hardy Boys/Nancy Drew Mysteries (1977, TV Series) - Kolbe
- My Wicked, Wicked Ways: The Legend of Errol Flynn (1985, film TV) - General Von Helmuth (ultimul rol de film)